# Beaver Glacier (glaciär i Antarktis, lat -67,03, long 50,67)
Beaver Glacier är en glaciär i Antarktis. Den ligger i Östantarktis. Australien gör anspråk på området. Beaver Glacier ligger 30 meter över havet.
Terrängen runt Beaver Glacier är platt söderut, men norrut är den kuperad. Havet är nära Beaver Glacier åt sydväst. Trakten är obefolkad. Det finns inga samhällen i närheten. 